# Gelenkfahrzeug

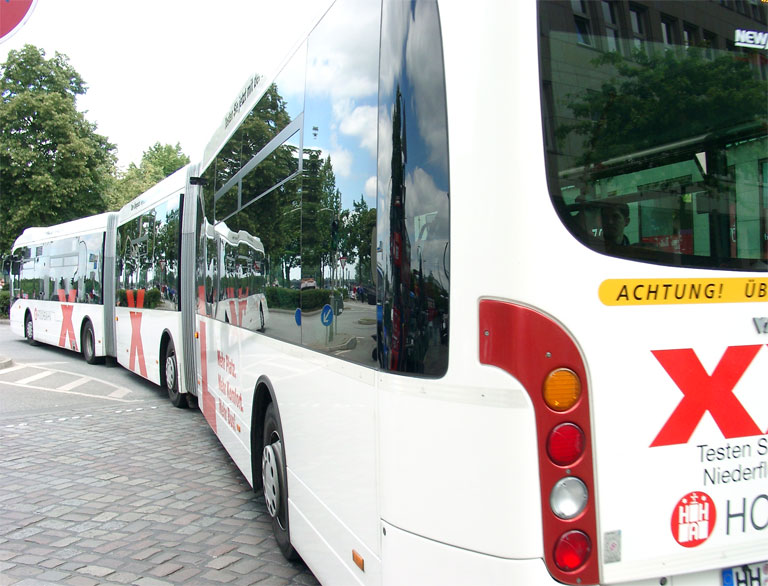
Doppelgelenkbus von Van Hool (Länge 24,80 m)

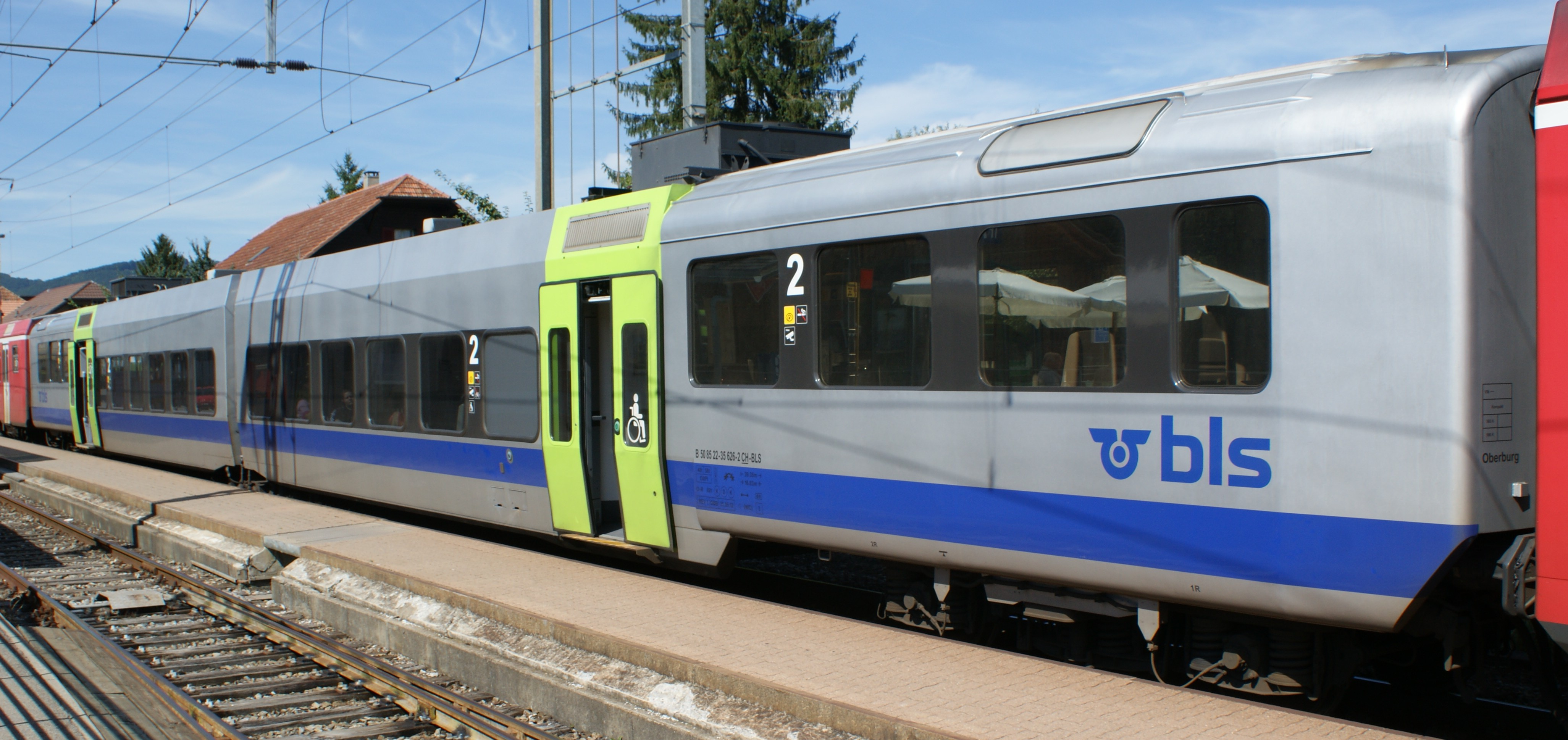
Niederflur-Gelenkwagen der BLS (Schweiz) als Zwischenwagen für Pendelzüge

Gelenkfahrzeug oder Gliederfahrzeug heißen Fahrzeuge, die aus mehreren gelenkig verbundenen, betrieblich nicht trennbaren Teilen bestehen, wobei ein Durchgang durch das Gelenk während der Fahrt möglich ist. Typischerweise ist dazu eine Drehscheibe im Bereich des Gelenks vorhanden, die sich zwangsläufig so einstellt, dass die Winkel zwischen der Längsachse der beiden Fahrzeugteile und der Längsachse der Drehscheibe beide stets gleich sind. Die Außenhaut im Bereich des Gelenks muss sich elastisch verformen können und ist daher normalerweise als Faltenbalg ausgeführt. Um die Helligkeit im Fahrzeuginneren zu verbessern, werden transparente Faltenbälge erprobt.
Gelenke werden vorgesehen, um Fahrzeuge kurven- oder kuppen- und senkengängiger zu machen, ohne sie in mehrere getrennte Teile zerlegen zu müssen. Falls es nur um die Kurvengängigkeit geht, genügt ein in der Vertikalen starres Schwenkgelenk; in der Praxis müssen sich die beiden Fahrzeugteile zumeist auch gegeneinander heben und senken („nicken“) können. Die Gelenkkonstruktion selbst besteht bei Busgelenken klassischerweise aus zwei annähernd dreieckigen Bauteilen, die (z. T. gummielastisch) an den beiden Wagenteilen anmontiert und in der Mitte durch das eigentliche Gelenk verbunden sind. Sie sind miteinander durch Knickdämpfer verbunden. Man unterscheidet „Pusher“- und „Puller“-Gelenke; bei ersteren wird der Vorderwagen durch den angetriebenen Hinterwagen geschoben, bei letzteren der Hinterwagen vom Vorderwagen gezogen. Die herkömmliche Baulänge eines Gelenks sind etwa 1,6 m; zurzeit wird ein kurzes Pushergelenk entwickelt, das nach einem gänzlich anderen Prinzip mit zwei sich überkreuzenden, beiderseits beweglich angelenkten Traversen arbeitet und rund 60 cm kürzer ist, was bei einem normalen Stadtbus einer zusätzlichen Sitzreihe entspricht.
Viele Omnibusse (vor allem Stadtbusse, in letzter Zeit auch Überlandbusse) sind Gelenkbusse, ebenso sind zahlreiche Oberleitungsbusse als Gelenkoberleitungsbusse ausgeführt. Ebenso sind auch moderne Stadtbahn- und auch Vollbahn-Triebwagen fast immer gelenkig. Dabei haben Omnibusse und Oberleitungsbusse normalerweise ein, in seltenen Ausnahmefällen zwei Gelenke, Vollbahntriebwagen und Stadtbahneinheiten haben hingegen oft weitaus mehr Gelenke (bis zu sechs), letztere um sich durch die engen Kurven, Kuppen und Senken auf Straßenbahnstrecken zum Beispiel in Altstädten schlängeln zu können.
Nicht zu verwechseln mit Gelenkfahrzeugen sind Schienenfahrzeuge, die aus mehreren kurzgekuppelten Einheiten bestehen (z. B. S-Bahn-Triebwagen Baureihe 420). Hier ist eine Trennung der einzelnen Wagen für Unterhaltszwecke möglich, in der Regel nur durch Werkstattpersonal. Bei Güterwagen gibt es oft solche Doppelwagen, in der offiziellen Sprache „mehrteilige Wagen“, wobei zwei Wagen zu einer Einheit verbunden werden und nur noch eine Nummer für die ganze Einheit haben.
Es gibt auch antriebslose Gelenkwagen im Schienenverkehr; dabei sehr viele Güterwagen. Es hat bei Straßenbahnen auch schon Gelenkspeisewagen und auch Gelenkbeiwagen gegeben. Weiter gibt es Gelenksteuerwagen und Gelenk-Zwischenwagen.
Die Definition für das Gelenkkraftfahrzeug findet man im österreichischen Gesetz §2 KFG Z13.